# Осадца Михайло (композитор)
отець Миха́йло Оса́дца (1889 с. Вікно на Станиславівщині — 25 жовтня 1941) — український релігійний та культурний діяч, священник УГКЦ, катехит, композитор, професор Бродівської гімназії, засновник і диригент хору «Боян» у Бродах.

## Життєпис
Народився в сім'ї спадкового священника с. Вікна на Покутті.

### Освіта
Здобув початкову освіту у сільській школі. Потім навчався у Бережанській гімназії, на теологічному факультеті Львівського університету, у Львівському інституті імені Лисенка. Після висвячення, окрім душпастирської служби, активно працював на ниві культурно-освітнього життя Бережанщини. Організовував хори і оркестри, бувши їх керівником та диригентом.

### Священницька, викладацька, релігійно-культурна робота

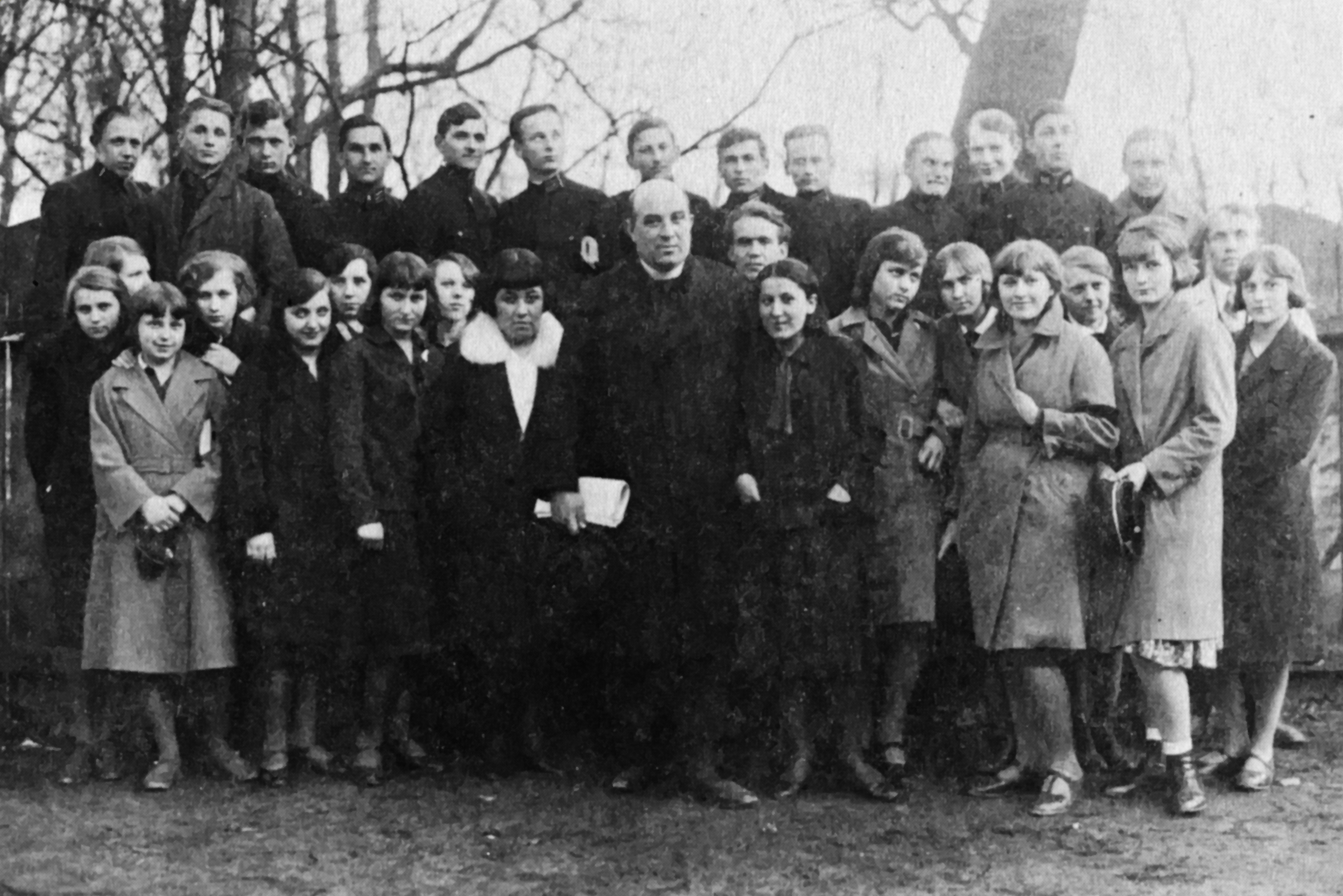
Студентський хор під орудою свого катехита о. проф. М. Осадци 1931 р.

У 1921 році о. Михайло Осадца переїхав у Броди на посаду катехита — вчителя богослов'я в державній гімназії ім. Ю. Коженьовського (1921—1935), де поряд з викладацькою роботою відправляв літургії для учнів у церквах Святого Юра та Пресвятої Богородиці. У Бродах з його ініціативи створено духовий оркестр та хор «Боян» (1925), що пожвавило культурно-освітнє життя міста. Їх концерти збирали величезну кількість людей. У різних святах та виступах брали активну участь і члени його сім'ї: старша дочка Стефа грала на фортепіано, молодша дочка Марта співала в хорі, а син Маркіян був диригентом і грав на кількох музичних інструментах.

### Радянські часи
Залишившися без роботи унаслідок заборони релігії у школах після приходу в Броди радянської влади, парафіяни с. Язлівчика запросили священика до себе на парафіяльну роботу.
Навесні 1941 року органи НКВС намагалися арештувати пароха — і приблизно тоді ж, не долікувавшись від важкої недуги, він сильно простуджується на святкуванні днів пам'яті Маркіяна Шашкевича в с. Підлиссі. Із ослабленим організмом — та ще через додаткові ускладнення на легені, о. Михайло помер.

### Кредо
До кінця своїх днів, присвятивши себе служінню Богові та людям, о. Осадца жив і керувався правилом, записаному в «Малому катехизмі», у єдиній книжці, яка вціліла з великої його бібліотеки:
|  | Ми повинні ближніх задля Бога любити, як себе самих. |